# Vic Firth
Everett Joseph „Vic“ Firth (* 2. Juni 1930 in Winchester, Massachusetts; † 26. Juli 2015 in Boston, Massachusetts) war ein US-amerikanischer Schlagwerker und Gründer des Drumstickherstellers Vic Firth. Die Firma ist als Produzent von 12 Millionen Drumsticks jährlich der weltweit größte Hersteller für Drumsticks und Mallets.

## Leben und Wirken
Firth stammte aus einer musikalischen Familie; er lernte zunächst die Trompete, die auch das Instrument seines Vaters war, wechselte aber bald an die Schlaginstrumente. Er studierte bei Roman Szulc am New England Conservatory, wo er dann selbst zwischen 1952 und 1995 lehrte. Von 1956 bis 2002 war er als Perkussionist, vor allem an den Pauken, beim Boston Symphony Orchestra tätig, mit dem er auch als Solist Alben einspielte. 1958 kam es zu Aufnahmen mit Max Roach und The Boston Percussion Ensemble. Weiterhin ist er an Alben mit Harold Farbermans All Star Percussion Ensemble und dem Tanglewood Festival Chorus beteiligt.
2015 starb er an Bauchspeicheldrüsenkrebs.

## Geschichte des Unternehmens
1963 vertrat Firth die Meinung, dass die Drumsticks, die zu jener Zeit Verwendung fanden, nicht die nötige Verarbeitungsqualität hätten. Firth entschied deswegen noch im selben Jahr, seine eigenen Drumsticks zu schnitzen. Zwei dieser Drumsticks schickte Vic Firth zu einem Drechsler in Montreal. Aus diesen Prototypen entstanden die Modelle SD1 und SD2, die ersten Drumsticks, die von Vic Firth hergestellt wurden. Anfangs waren die Sticks nur für die Nutzung von Firth selbst gedacht, doch sie erlangten schnell Popularität bei seinen Studenten, so dass auch Einzelhändler sein Produkt in ihr Sortiment aufnahmen. Das Warenangebot des Unternehmens beinhaltet mittlerweile etwa 300 Produkte.
Am 20. Dezember 2010 gab Vic Firth bekannt, mit dem Beckenhersteller Zildjian zu fusionieren. Jedoch sollen laut CEO Craigie Zildjian keine Unterschiede für den Kunden bemerkbar sein und beide Unternehmen unabhängig voneinander weitergeführt werden.

### Auswahl bekannter Vic-Firth-Nutzer
- Gavin Harrison
- Terry Bozzio
- Florian Alexandru-Zorn
- Danny Carey (Tool)
- Billy Cobham
- Curt Cress

- John Dolmayan (System of a Down)

- Bertram Engel

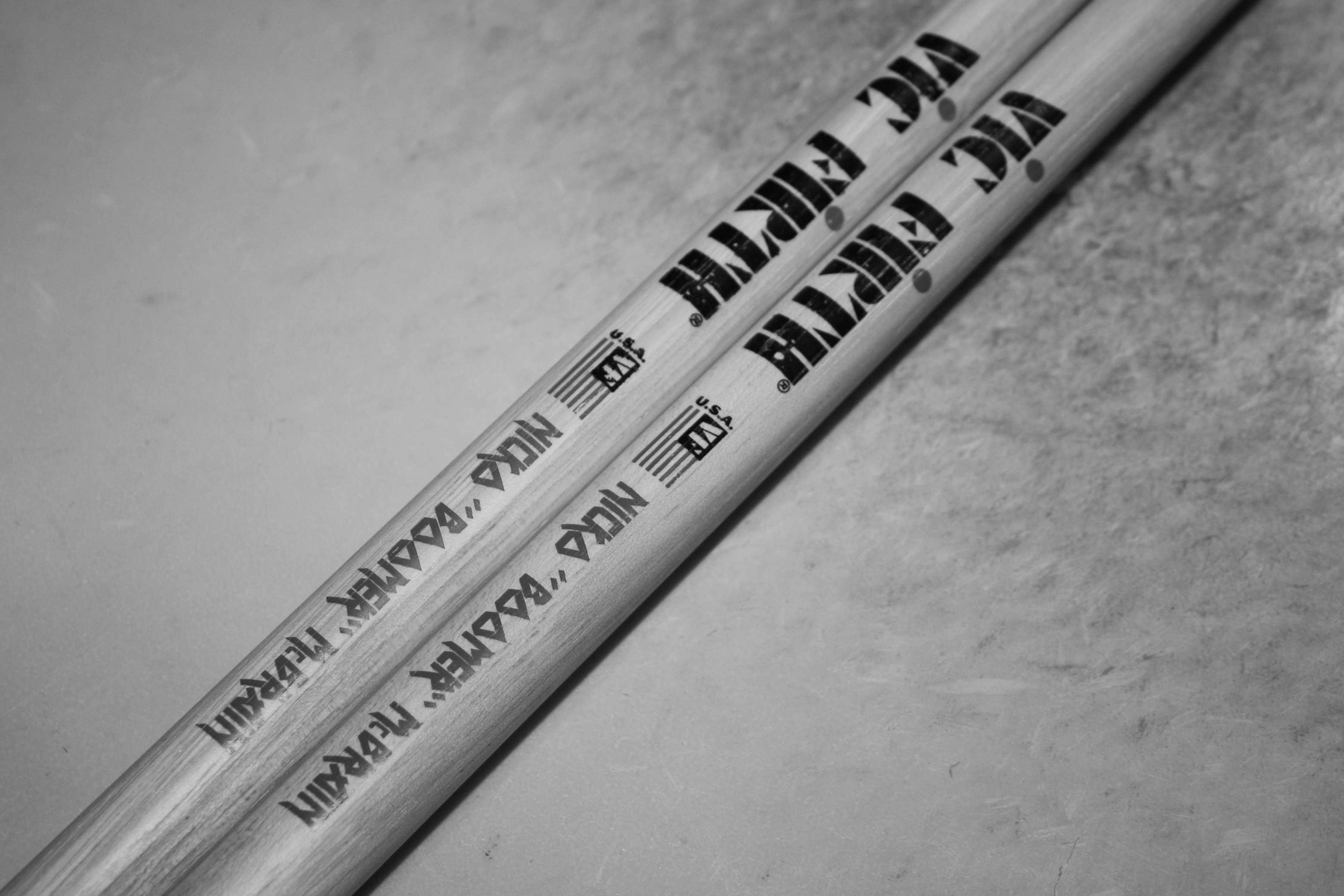
Signature-Drumsticks von Nicko McBrain

- Vom Ritchie (Die Toten Hosen, Cryssis)

- Steve Gadd
- David Garibaldi (Tower of Power)
- Sperie Karas
- Thomas Lang
- Jojo Mayer
- Nicko McBrain (Iron Maiden)
- Buddy Rich
- Christoph Schneider (Rammstein)
- Roger Taylor (Queen)
- Ahmir „Questlove“ Thompson
- Charlie Watts (The Rolling Stones)
- Dave Weckl
- Pete York[5]
- David Friedrich (Electric Callboy)[6]